# Liste der Biografien/Prec
Liste der Biografien |
Portal Biografien |
Personensuche
# |
A |
B |
C |
D |
E |
F |
G |
H |
I |
J |
K |
L |
M |
N |
O |
P |
Q |
R |
S |
T |
U |
V |
W |
X |
Y |
Z |
?
 
Pa |
Pc |
Pe |
Pf |
Ph |
Pi |
Pj |
Pk |
Pl |
Pm |
Pn |
Po |
Pr |
Ps |
Pt |
Pu |
Pv |
Pw |
Py
 
Pra |
Prc |
Pre |
Pri |
Prj |
Prk |
Prl |
Pro |
Prp |
Prs |
Prt |
Pru |
Prv |
Pry |
Prz
 
Prea |
Preb |
Prec |
Pred |
Pree |
Pref |
Preg |
Preh |
Prei |
Prej |
Prek |
Prel |
Prem |
Pren |
Preo |
Prep |
Prer |
Pres |
Pret |
Preu |
Prev |
Prew |
Prex |
Prey |
Prez
Die Liste der Biografien führt alle Personen auf, die in der deutschsprachigen Wikipedia einen Artikel haben. Dieses ist eine Teilliste mit 63 Einträgen von Personen, deren Namen mit den Buchstaben „Prec“ beginnt.

## Prec

### Preca
- Preca, George (1880–1962), maltesischer Priester, Ordensgründer und Heiliger der römisch-katholischen Kirche
- Prečan, Leopold (1866–1947), Erzbischof von Olmütz

### Prece
- Precek, Mirella (* 1993), deutsche Webvideoproduzentin, Influencerin und AutorinMirella Precek (* 1993)

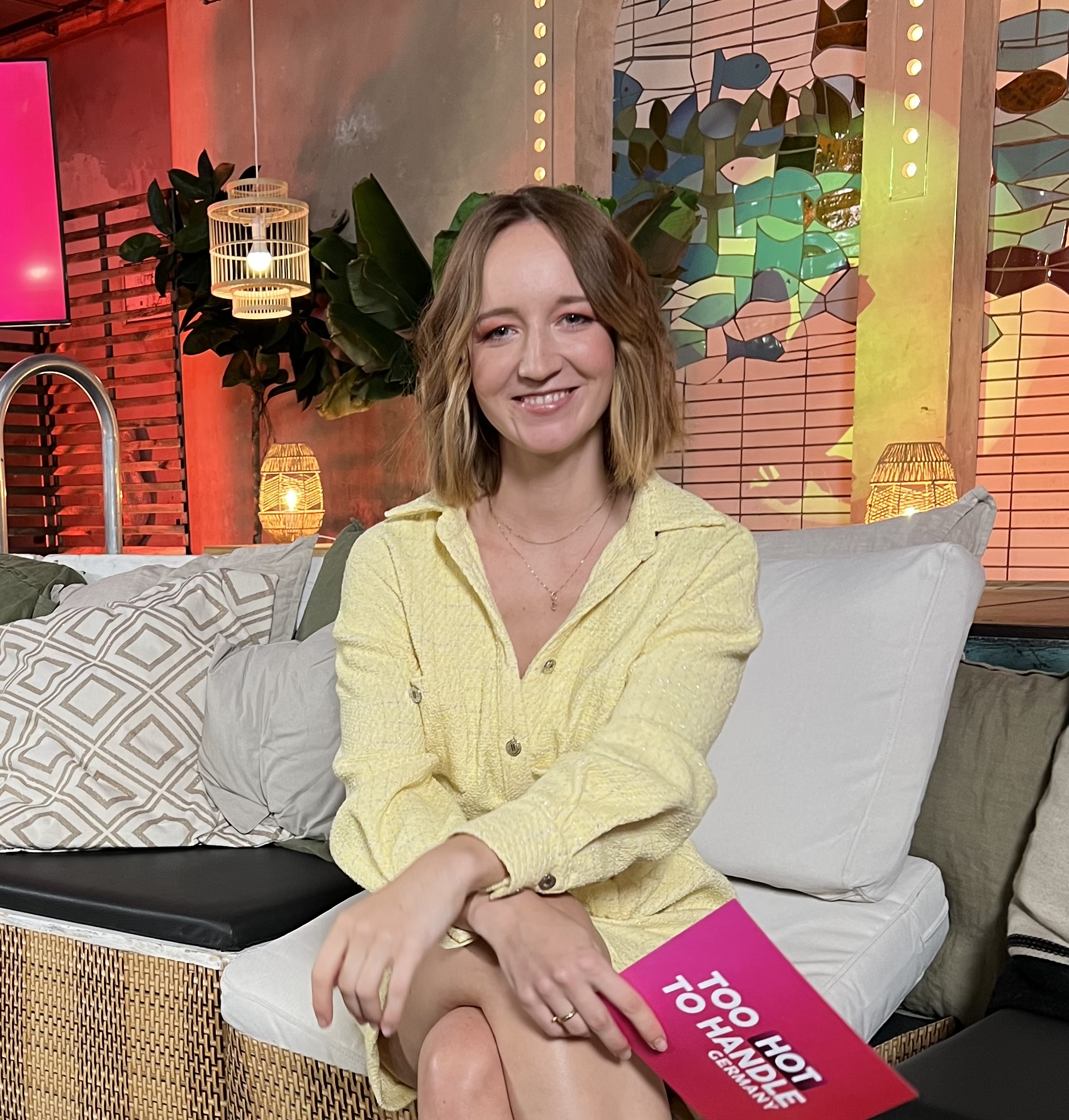
Mirella Precek (* 1993)

### Prech
- Préchac, Jean de (1647–1720), französischer Schriftsteller
- Prechal, Alexandra (* 1959), niederländische Juristin und Richterin
- Prechel, Doris (* 1963), deutsche Altorientalistin
- Prechel, Kerstin (* 1980), deutsche Wirtschaftsethikerin
- Prechner, Lotte B. (1877–1967), deutsche Malerin, Graphikerin und Bildhauerin des Expressionismus und der Neuen Sachlichkeit
- Precht, Albert (1947–2015), österreichischer Kletterer, Bergsteiger und Autor
- Precht, Alexander (* 1982), deutscher Filmkomponist, Musikproduzent und Sound Designer
- Precht, Christian, Hamburger Bildhauer und Schnitzer
- Precht, Diedrich (1811–1890), deutscher Landwirt und Politiker (NLP), MdR
- Precht, Elimar (1912–1969), deutscher Lagerzahnarzt in Konzentrationslagern und SS-Hauptsturmführer
- Precht, Fritz (1883–1951), deutscher Politiker (SPD), MdL
- Precht, Gundolf (1937–2015), deutscher Bauforscher und Provinzialrömischer Archäologe
- Precht, Hans-Hermann (1949–2019), deutscher Museumsfachmann und Wirtschafts- und Sozialhistoriker
- Precht, Hans-Jürgen (* 1933), deutscher Industriedesigner
- Precht, Heinrich (1852–1924), deutscher Chemiker und Mineraloge, Manager im Kalibergbau
- Precht, Hermann (1937–1997), deutscher Pädagoge und Politiker (SPD), MdL
- Precht, Jørn (* 1967), deutscher Dozent für Drehbuch und Dramaturgie, Drehbuchautor, Übersetzer, Lektor, Schauspieler und Regisseur
- Precht, Julius (1871–1942), deutscher Physiker, Fotograf und Hochschullehrer
- Precht, Kai (* 1961), deutscher Autor, Verleger und Filmproduzent
- Precht, Richard David (* 1964), deutscher Schriftsteller, Philosoph, Publizist und ModeratorRichard David Precht (* 1964)

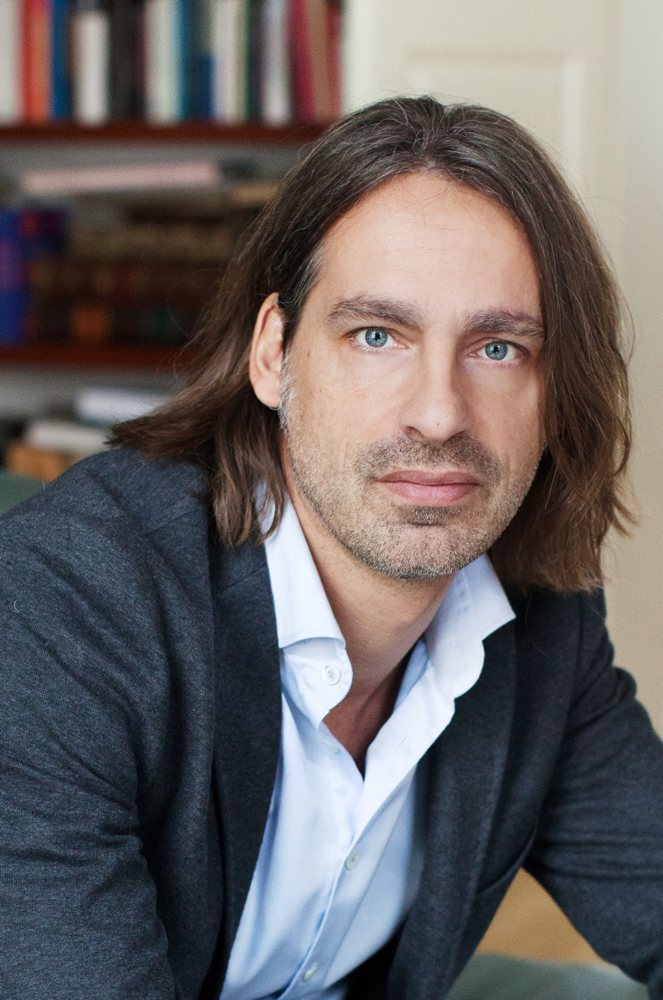
Richard David Precht (* 1964)

- Precht, Rose-Marie (1938–2000), finnische Schauspielerin
- Precht, Rosemarie (1952–1991), deutsche Songschreiberin, Sängerin und Keyboarderin
- Precht, Volkhard (1930–2006), deutscher Kunstglasbläser und Glaskünstler
- Prechtel, Alexander (* 1946), deutscher Jurist und Generalstaatsanwalt
- Prechtel, Sandra (* 1969), deutsche Filmregisseurin und Drehbuchautorin
- Prechtel, Volker (1941–1997), deutscher Schauspieler
- Prechtl, Adalbert (* 1949), österreichischer Elektrotechniker und Hochschullehrer
- Prechtl, August (1861–1911), Bürgermeister von Weiden
- Prechtl, Brian, US-amerikanischer Schlagwerker und Komponist
- Prechtl, Franz (1927–2018), deutscher Politiker (CSU), Ehrenbürger von Amberg
- Prechtl, Fritz (1923–2004), österreichischer Beamter und Politiker (SPÖ), Abgeordneter zum Nationalrat, Mitglied des Bundesrates
- Prechtl, Heinz (1927–2014), österreichischer Forscher
- Prechtl, Johann Baptist (1813–1904), deutscher Priester und Autor
- Prechtl, Johann Joseph von (1778–1854), österreichischer Technologe
- Prechtl, Josef (1896–1976), österreichischer Politiker (ÖVP), Mitglied des Bundesrates
- Prechtl, Kathi (1909–2002), deutsche Volksschauspielerin, Stückeschreiberin und Monologistin
- Prechtl, Ludwig (1865–1931), österreichischer Pianist, Komponist und Kapellmeister
- Prechtl, Markus (* 1976), deutscher Chemiker, Chemiedidaktiker und Hochschullehrer
- Prechtl, Maximilian (1757–1832), deutscher Ordensgeistlicher, Hochschullehrer und Professor für Dogmatik und Moral
- Prechtl, Michael Mathias (1926–2003), deutscher Maler, Illustrator und Karikaturist
- Prechtl, Peter (1948–2007), deutscher Philosoph, Hochschullehrer und Journalist
- Prechtl, Ute, deutsche Richterin am Verfassungsgerichtshof für das Land Baden-Württemberg
- Prechtl, Wolfgang (1883–1964), deutscher Geistlicher und Politiker
- Prechtler, Heinrich (1859–1917), österreichischer Theaterschauspieler
- Prechtler, Otto (1813–1881), österreichischer Dramatiker, Lyriker, Librettist und Archivar

### Preci
- Preciado y Nieva, José María (1886–1963), spanischer Geistlicher und Apostolischer Vikar von Darién
- Preciado, Andy (* 1997), ecuadorianischer Leichtathlet
- Preciado, Ángelo (* 1998), ecuadorianischer Fußballspieler
- Preciado, Ayrton (* 1994), ecuadorianischer Fußballspieler
- Preciado, Harold (* 1994), kolumbianischer Fußballspieler
- Preciado, Jaime (* 1986), US-amerikanischer Rockmusiker und Musikproduzent
- Preciado, Léider (* 1977), kolumbianischer Fußballspieler
- Preciado, Manuel (1957–2012), spanischer Fußballspieler und -trainer
- Preciado, Paul B. (* 1970), spanischer Philosoph und Queer-TheoretikerPaul B. Preciado (* 1970)

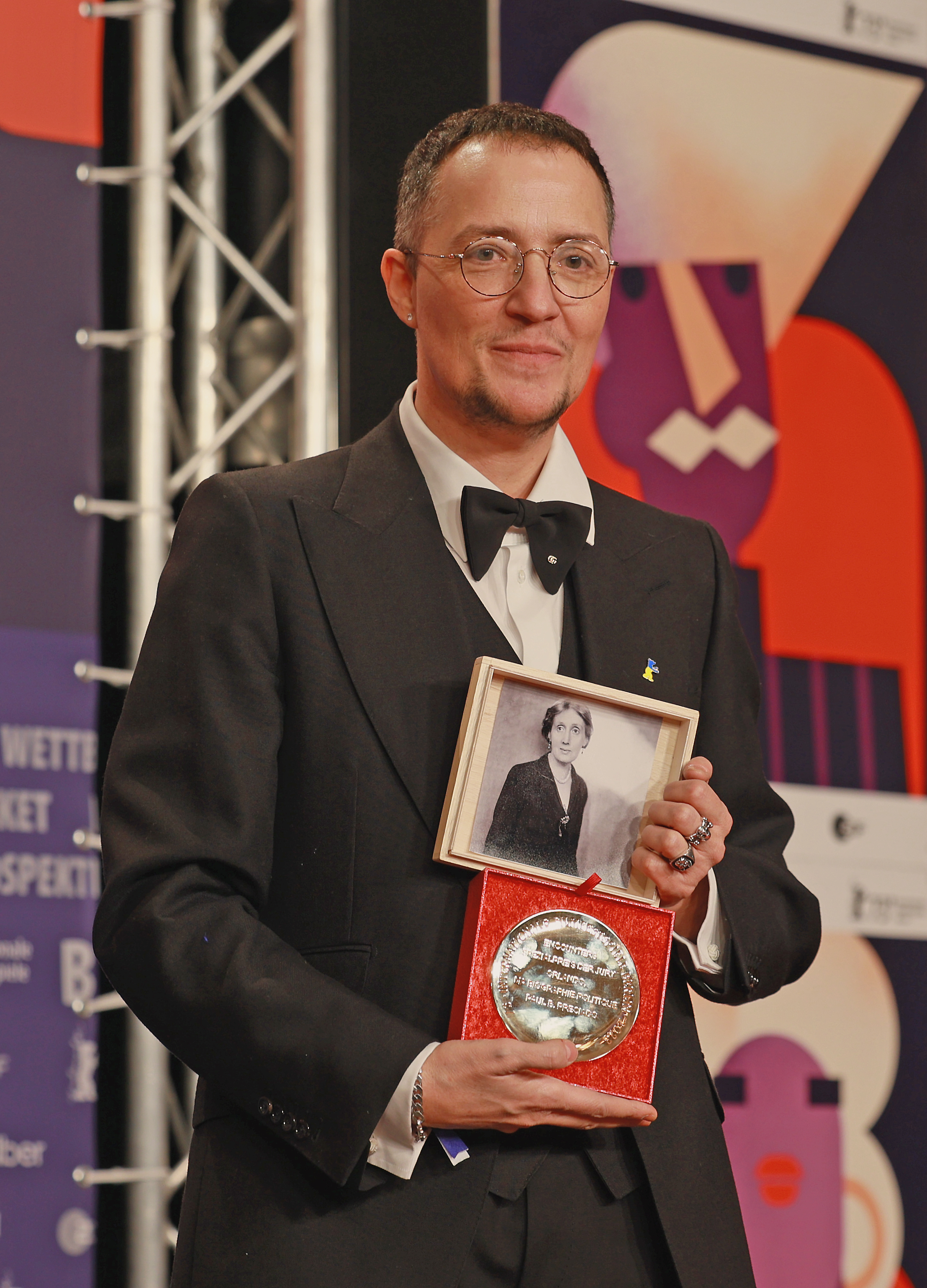
Paul B. Preciado (* 1970)

- Precipiano, Humbertus Guilelmus de (1627–1711), römisch-katholischer Theologe, Bischof und spanisch-niederländischer Regierungsbeamter

### Preck
- Preckel, Franzis (* 1971), deutsche Psychologin, Hochschullehrerin und Autorin
- Preckwitz, Boris (* 1968), deutscher Schriftsteller und Politiker (AfD)

### Precl
- Preclíková, Stanislava (* 1993), tschechische Skibobfahrerin

### Preco
- Precourt, Charles J. (* 1955), US-amerikanischer Astronaut

### Precz
- Preczang, Ernst (1870–1949), deutscher Autor